# Lycée Jean-Prouvé (Lomme)
Pour les articles homonymes, voir Lycée Jean-Prouvé.
Le lycée Jean-Prouvé de Lomme (59160) est le seul lycée spécialisé dans le génie civil et le bois au nord de Paris. Il recrute sur l'ensemble du bassin lillois en ce qui concerne les classes du secondaire et sur la moitié nord de la France en ce qui concerne les classes de BTS.

## Historique
Le lycée technologique a ouvert ses portes en septembre 1989. Il fut d'abord appelé lycée du bâtiment puis lycée technique régional Jean-Prouvé en 1990 en référence aux multiples champs de compétence de Jean Prouvé (1901-1984) qui fut d’abord un constructeur avant d’être un architecte. Sa famille a d’ailleurs légué au lycée certaines de ses pages de correspondance.

## Géographie
Ce lycée est situé dans le département du Nord à Lille. Il se situe à mi-chemin entre les stations de métro Maison des Enfants et Mitterie (environ 5 minutes de marche).

## Classement du lycée
En 2015, le lycée se classe 23e sur 99 au niveau départemental quant à la qualité d'enseignement, et 473e au niveau national. Le classement s'établit sur trois critères : le taux de réussite au bac, la proportion d'élèves de première qui obtient le baccalauréat en ayant fait les deux dernières années de leur scolarité dans l'établissement, et la valeur ajoutée (calculée à partir de l'origine sociale des élèves, de leur âge et de leurs résultats au diplôme national du brevet).

## Personnel d'encadrement
Sept proviseurs se sont succédé à la tête du lycée Jean-Prouvé :
- 1989-1998 : Annie Dhénein
- 1998-2006 : Patrick Druel
- 2006-2014 : Pascal Hary
- 2014-2021 : Jean-Gérard Beauvois
- 2021-2022 : Philippe Montagne (par intérim)
- 2022-2023 : De Yrigoyen Sabine
- 2023- à ce jour : Delphine Longuemart

## Formation initiale

### Classes de lycées
Deux filières de baccalauréat sont préparées :
- bac général avec en enseignement de spécialité :sciences de l'ingénieur, Physique-Chimie, Numérique et sciences informatique, Sciences de la vie et de la terre, Mathématiques
- bac STI2D options architecture et construction ou énergie et environnement.

### Enseignement supérieur
Dix types de BTS sont proposés :
- BTS Bâtiment
- BTS Construction métallique
- BTS Développement et Réalisation Bois (par voie initiale ou par apprentissage)
- BTS Enveloppe du bâtiment, Conception et Réalisation
- BTS Etude et Réalisation d'Agencements
- BTS Étude et Économie de la Construction
- BTS Métiers du Géomètre Topographe, Métiers du numérique (par voie initiale ou par apprentissage)
- BTS Systèmes Constructifs Bois et Habitat
- BTS Technico-Commercial (par apprentissage, ouverture en septembre 2018)
- BTS Travaux publics (par apprentissage)

Le lycée a aussi une classe préparatoire ATS Génie civil.

## Formation continue
Le lycée Jean-Prouvé accueille une unité du GRETA du génie civil du Nord-Pas-de-Calais. Actuellement les formations assurées sont conduite de travaux et diagnostic immobilier.